# Willi Fricke (Fußballspieler)
Willi Fricke (* 6. Januar 1913 in Linden; † 15. Juni 1963) war ein deutscher Fußballspieler.

## Karriere

### Vereine
Fricke spielte ab 1928 als Stürmer zunächst für Wacker Hannover, der seinen Sportplatz in der Steintormasch (Hafen) hatte. Über seinen ersten Verein – der es nie in die Verbandsliga schaffte – ist jedoch kaum noch etwas bekannt. In der Saison 1920/21 spielten in der Südkreisliga aus Hannover nur Hannover 96, der Hannoversche SC, Eintracht Hannover und der FV Sport Hannover.
In der Saison 1926/27 spielte Wacker Hannover in der Gaugruppe B 1 des Fußballkreises Hannover im Norddeutschen Fußball-Verband. 1923 unterlag der Verein in einem Fußballturnier in der Eilenriede dem S. V. Adelia von 1921 mit 0:4.
Die Saison 1932/33 stürmte Fricke für den SV Arminia Hannover in der seinerzeit erstklassigen Oberliga Südhannover-Braunschweig.
Von 1933 bis 1938 spielte er für denselben Verein in der Gauliga Niedersachsen, einer von zunächst 16, später auf 23 aufgestockten Gauligen zur Zeit des Nationalsozialismus als einheitlich höchste Spielklasse im Deutschen Reich.
Zur Saison 1938/39 wechselte er zum Ligakonkurrenten Eintracht Braunschweig, erhielt aber zunächst keine Freigabe und wurde im März 1939 „zum Berufsspieler erklärt und auf 2 Jahre (...) ausgeschlossen“. Die Sperre wurde einige Monate später im Zuge einer Amnestie beendet (auch die Vereine Arminia und Eintracht waren gemaßregelt worden) und Fricke konnte bis Saisonende 1941/42 in der Gauliga Niedersachsen, von 1942 bis 1944 in der Gauliga Südhannover-Braunschweig für seinen neuen Verein spielen. 1941, 1942 und 1943 kam er jeweils in der 1. Schlussrunde des Tschammerpokal-Wettbewerbs zum Einsatz.
Nach dem Ende des Zweiten Weltkriegs spielte er für die Braunschweiger Mannschaft von 1947 bis  1952 in der Oberliga Nord. In dieser Zeit bestritt er 106 Punktspiele, in denen er zwei Tore erzielte. Des Weiteren bestritt er 1948 im Wettbewerb um die Britische Zonenmeisterschaft das mit 2:1 gegen die Sportfreunde Katernberg gewonnene Viertelfinale und das mit 2:3 gegen den Hamburger SV verlorene Halbfinale.  Nach dem Ende seiner aktiven Fußballerkarriere übernahm er diverse Aufgaben in der Verwaltung des BTSV.

### Auswahl-/Nationalmannschaft
Er spielte sechsmal repräsentativ für die Auswahlmannschaft des Norddeutschen Fußball-Verbandes. Im Halbfinale um den Bundespokal verlor er am 8. Januar 1933 in Breslau vor 15.000 Zuschauern gegen die Auswahlmannschaft des Südostdeutschen Fußball-Verbandes mit 1:3. Nachdem er die 1:0-Führung des Ströbitzer Halbstürmer Dommaschk in der 17. Minute mit seinem Tor in der 54. Minute ausgeglichen hatte, sorgte der Halbstürmer Richard Malik vom Beuthener SuSV 09 für die überraschende Entscheidung.
Sein einziges Länderspiel bestritt Willi Fricke am 18. August 1935 in Luxemburg gegen die gastgebende Nationalmannschaft vor 16.000 Zuschauern; mit dem Tor zum 1:0 durch Walter Günther in der 43. Minute gewann er mit der A-Nationalmannschaft.

## Erfolge
- Gaumeister Südhannover-Braunschweig 1943, 1944